# Capitale
Cet article concerne la signification du mot capitale au sens de ville dirigeant un pays. Pour les autres significations, voir Capitale (homonymie).
 (septembre 2022).
Si vous disposez d'ouvrages ou d'articles de référence ou si vous connaissez des sites web de qualité traitant du thème abordé ici, merci de compléter l'article en donnant les références utiles à sa vérifiabilité et en les liant à la section « Notes et références ».

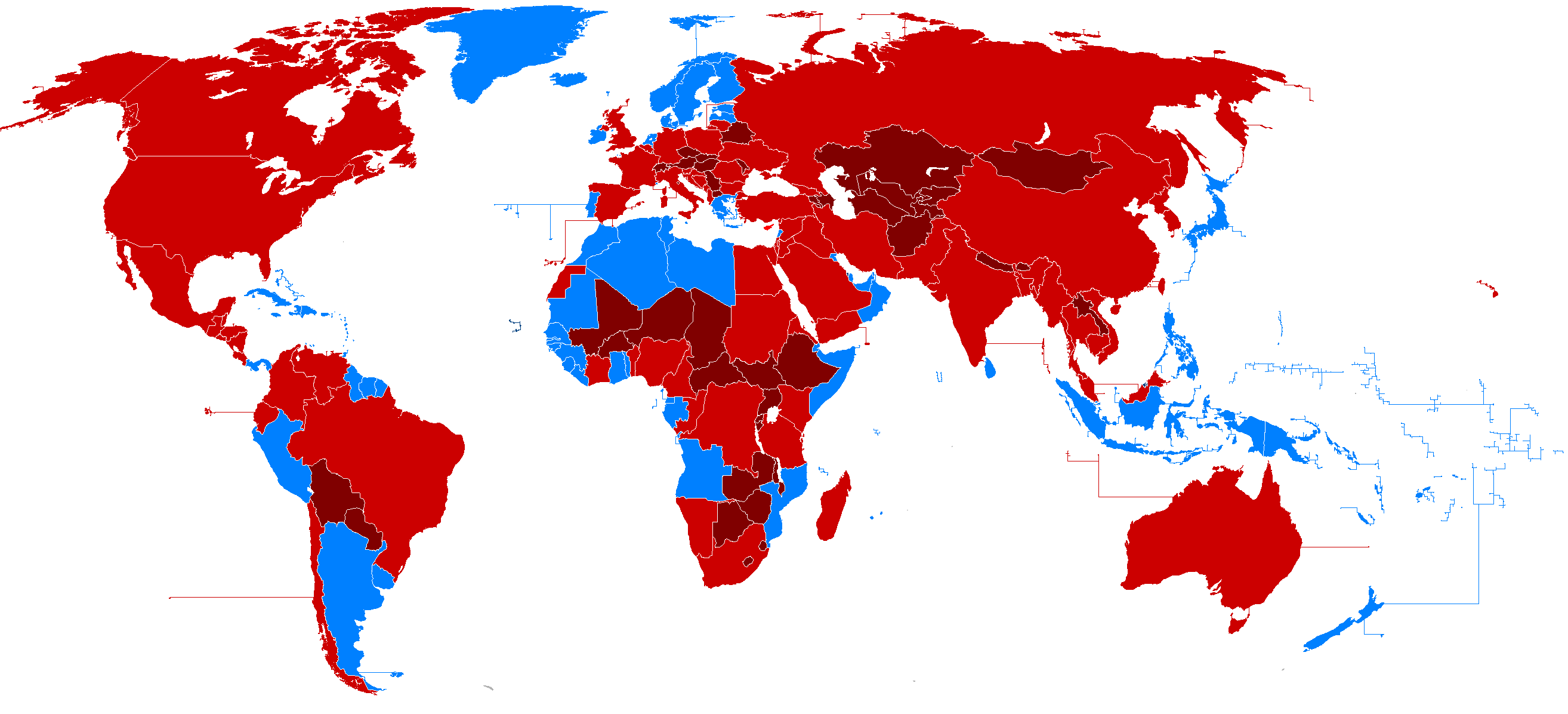
Pays dont la capitale est côtière
Pays dont la capitale n'est pas côtière
Pays non côtiers.

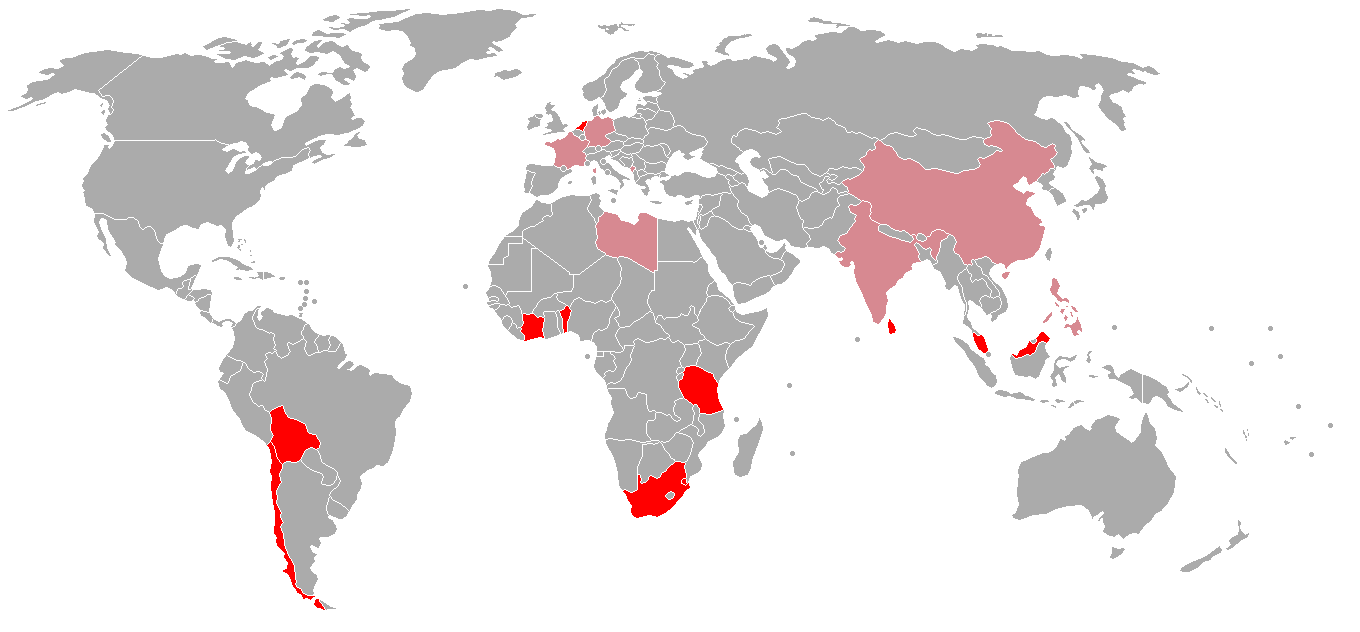
Pays ayant plusieurs capitales
Pays ayant eu plusieurs capitales dans le passé.

En rouge, les pays dont la capitale n'est pas la plus grande ville.

Une capitale (du latin caput, capitis, tête) est une ville où siègent les pouvoirs, ou, par extension, une ville ayant une prééminence dans un domaine particulier (social, culturel, économique, sportif, religieux, touristique...). Dans ce dernier cas, on parlera plus volontiers de « métropole ».

## Types de capitales
En tant que tel, le terme « capitale » désigne très souvent la capitale d'un État, c'est-à-dire la ville où siègent généralement les pouvoirs nationaux. Cependant, dans certains pays, la capitale constitutionnelle (qui peut également être appelée la capitale « officielle » ou capitale « de droit ») n’est pas le siège des institutions. Par exemple, la Constitution néerlandaise, en tant que loi fondamentale des Pays-Bas, donne officiellement le statut de capitale à la ville d'Amsterdam, alors que la quasi-totalité des institutions nationales (résidences officielles, Parlement, Cour suprême, Conseil d'État...) et internationales (ambassades des pays étrangers, Cour internationale de justice, Cour pénale internationale, Organisation pour l'interdiction des armes chimiques...) siègent à La Haye.
En ce qui concerne un État fédéral, les États fédérés, entités politiques qui disposent de compétences propres (voir l'article « Autonomie territoriale ») et donc d'un pouvoir de décision exclusif dans les domaines qui relèvent de sa compétence (administration (en) et législation), tout en s'articulant avec les institutions de la fédération, ont leur propre capitale et le pays a une capitale fédérale, nommée « ville fédérale ». Ainsi, dans le cas des États-Unis, Sacramento est la capitale de la Californie (qui est un État fédéré des États-Unis), tandis que Washington, D.C. est la ville et la capitale fédérale du pays, comme la Ville de Québec est la capitale du Québec (qui est une province du Canada) et Ottawa, la capitale fédérale du Canada ; en Suisse, État fédéral d'Europe occidentale dont les États fédérés (au nombre de vingt-six) sont appelés « cantons », Berne est à la fois la capitale fédérale, et le chef-lieu du canton de Berne.
Dans de nombreux pays, notamment ceux du monde anglo-saxon, la capitale politique est loin d'être la ville la plus peuplée. C'est le cas aux États-Unis, tant au niveau fédéral que fédéré, mais aussi au Canada, en Australie ou en Nouvelle-Zélande. Washington est ainsi bien plus petite que New York, Sacramento que San Francisco ou Los Angeles, Tallahassee que Miami, Bâton-Rouge que La Nouvelle-Orléans, Ottawa que Toronto ou Montréal, Canberra que Sydney, Wellington que Auckland. D'ailleurs, à propos de ce phénomène, certains[Qui ?] parlent de « capitales administratives » ou « capitales à l'américaine »[réf. nécessaire].
Dans certains pays, le terme « chef-lieu » est également employé pour désigner la capitale d'une subdivision administrative.

## Origine des capitales

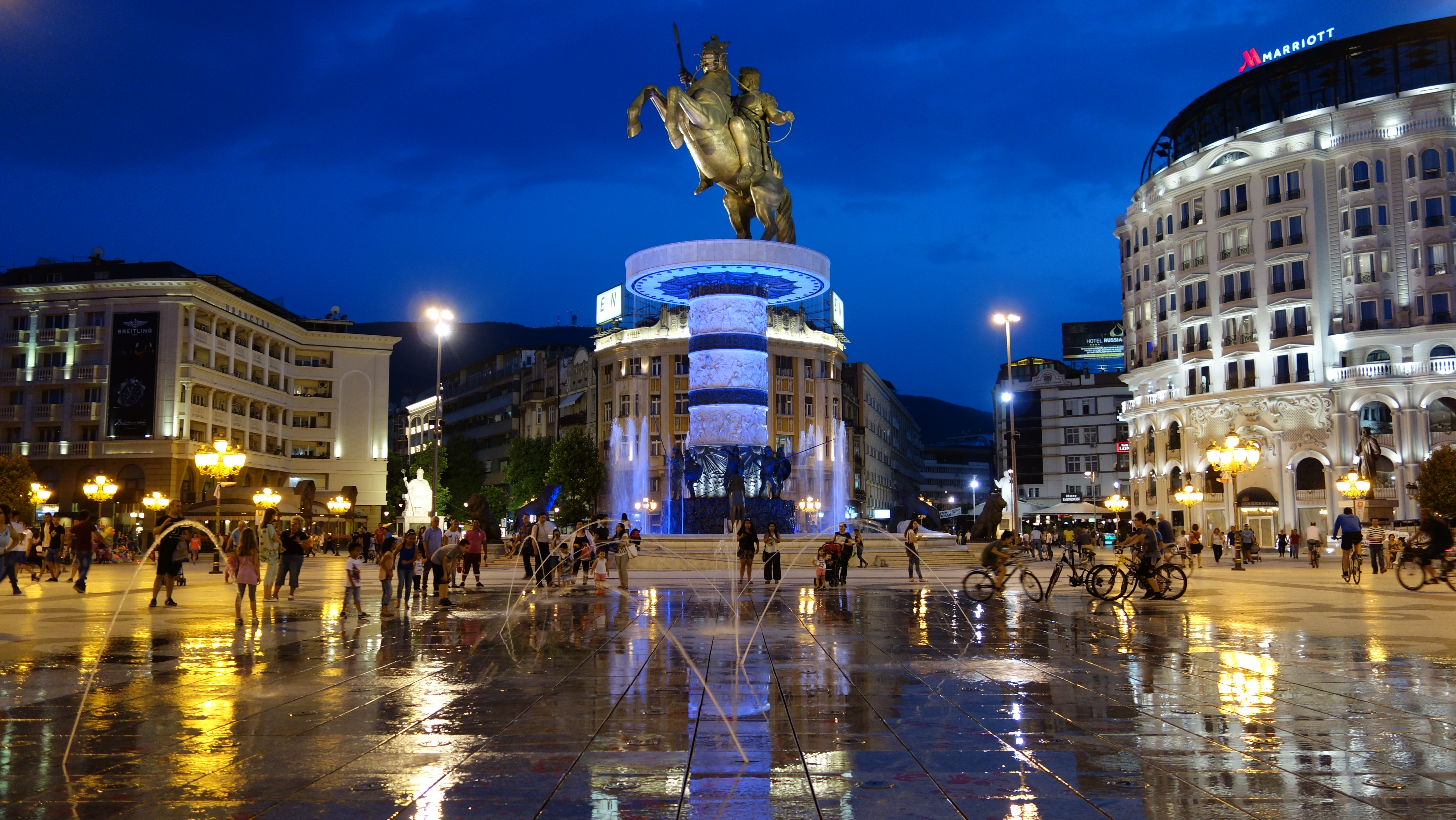
Skopje - la ville la plus peuplée et la capitale de la Macédoine du Nord.

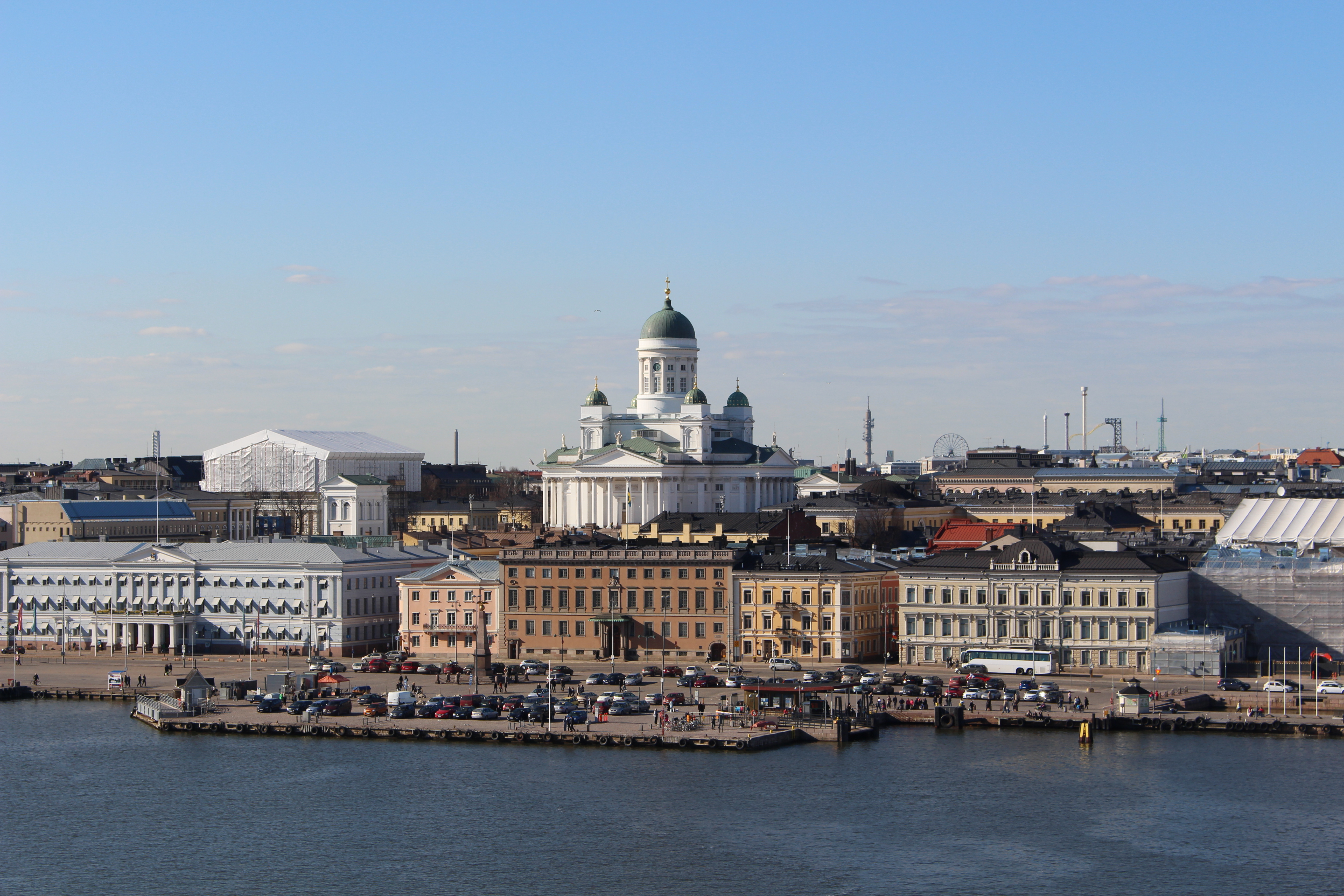
Helsinki - la ville la plus peuplée et la capitale de la Finlande.

Les anciens empires du Croissant fertile peuvent être considérés comme les « inventeurs » de la capitale. En effet, ces premiers royaumes avaient besoin d'une administration nombreuse et centralisée pour diriger leur territoire. Le pouvoir politique s'est naturellement installé au même endroit, notamment car les fonctionnaires étaient avant tout chargés de collecter les impôts et de garder le trésor ainsi collecté. C'est ainsi que sont apparues les premières capitales : Ur, Babylone, etc.
Les rois étant associés de près au culte religieux, l'un des éléments fédérateurs de ces États puisque chacun avait son dieu tutélaire, les temples s'installèrent dans les capitales. Grâce à cette organisation centralisée, les empires grandirent, et la capitale se répandit de par le monde. Jérusalem, à l'époque du roi d'Israël Salomon, reproduit le même schéma, puis les capitales chinoises successives et Rome (la capitale moderne n'a cependant pas toujours existé : dans l'Europe médiévale occidentale, une forme migratoire de gouvernement était plus commune — la cour itinérante).

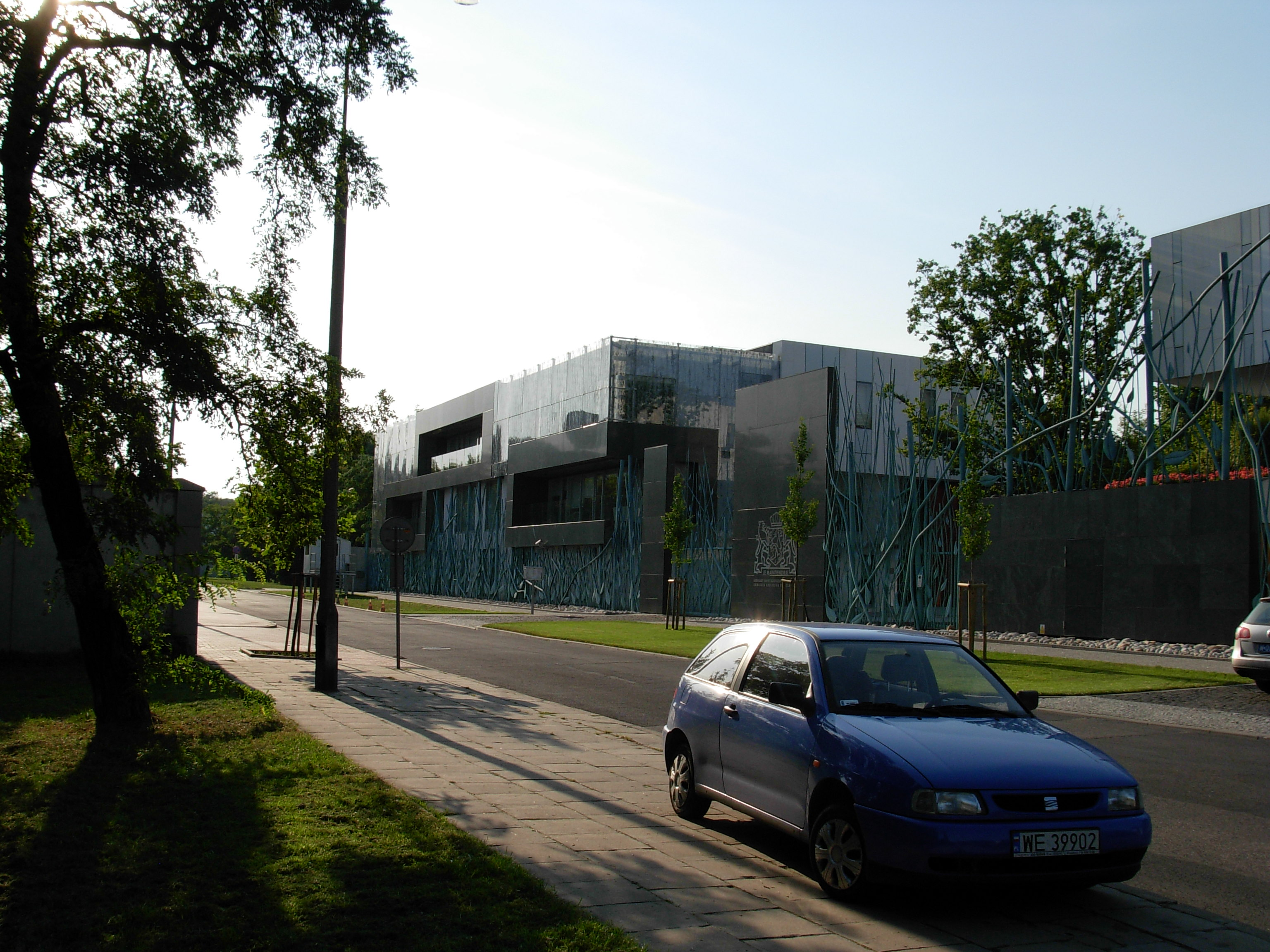
Ambassade des Pays-Bas à Varsovie (Pologne).

Les capitales sont également généralement la ville que les pays qui entretiennent des relations avec cet État choisissent pour implanter leur ambassade.

## Capitales externes à un territoire
En de rares occasions, la capitale ne se trouve pas sur le territoire qu'elle administre. Notamment :
- Mafikeng, en Afrique du Sud, fut capitale du Bechuanaland (actuel Botswana) de 1894 à 1965 ;
- Bruxelles, capitale fédérale du royaume de Belgique et siège des institutions de la Région de Bruxelles-Capitale, est également le siège des institutions de la Région flamande. Lorsque les institutions de la Région et de la Communauté flamande ont été fusionnées, cette dernière entité fédérée siégeait déjà à Bruxelles au moment de la fusion ;
- Saint-Louis-du-Sénégal fut la capitale de la colonie de la Mauritanie qui, au même titre que celle du Sénégal, faisait partie de l'Afrique-Occidentale française (A.-O.F.) entre 1895 et 1958. En 1957, environ trois ans avant l'indépendance de la Mauritanie, Saint-Louis fut remplacée par la ville nouvelle de Nouakchott, qui occupe désormais sa place en tant que capitale de la Mauritanie indépendante ;
- En Inde, deux villes sont chacune capitale de deux États : Hyderabad (qui fait partie du Telangana), capitale commune des États de l'Andhra Pradesh et du Telangana, ainsi que Chandigarh (territoire fédéral distinct des deux États), capitale commune des États du Pendjab et de l'Haryana.